# تاين ي غونغل (أنغلزي)
تاين ي غونغل (بالإنجليزية: Tyn-y-Gongl)‏ هي قرية تقع في المملكة المتحدة في ويلز.